# Візуальна етнографія

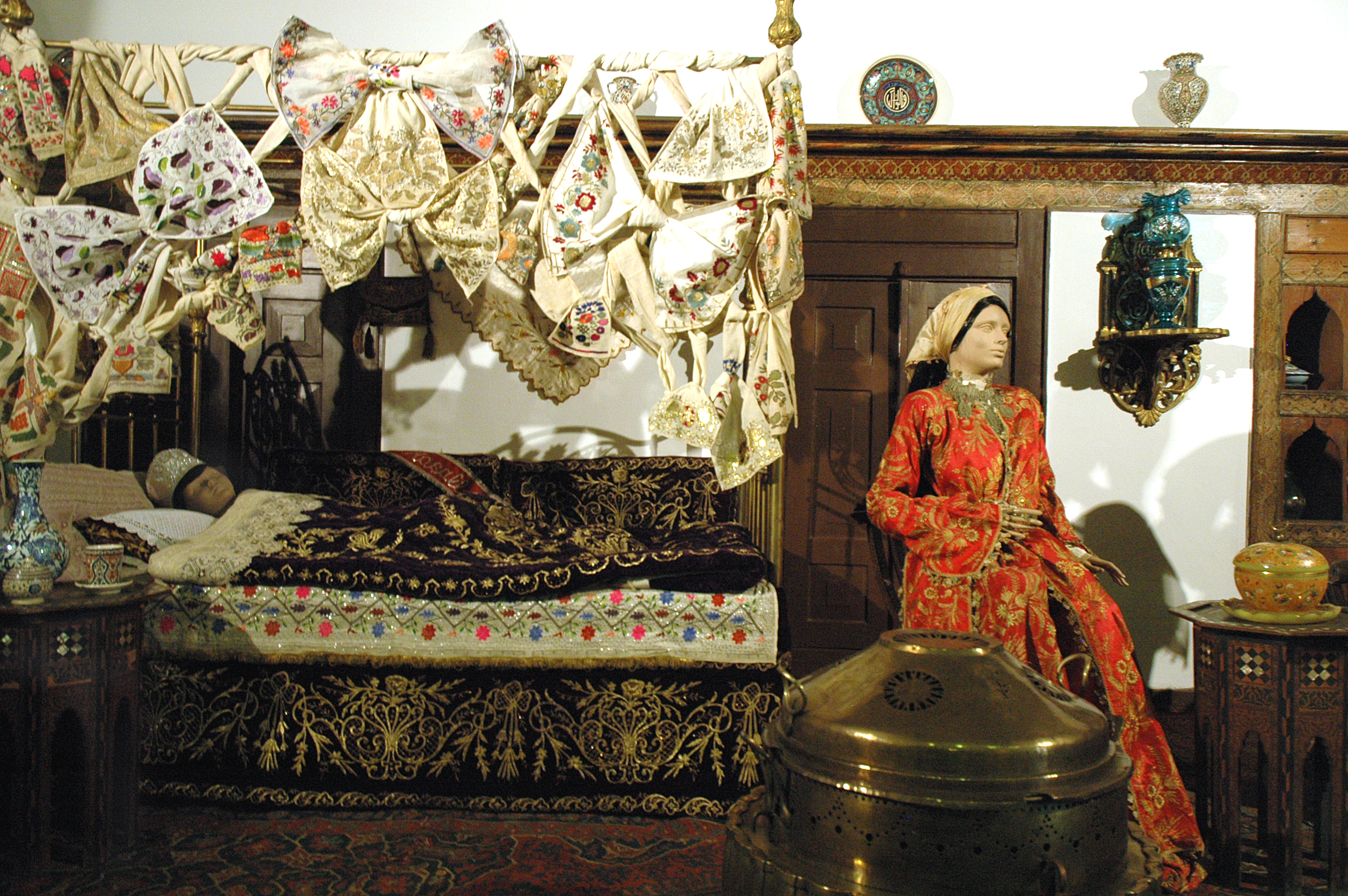
Церемонії обрізання в музеї етнографії Анкари

Візуальна етнографія — це підхід до етнографії (вивчення людей і культур), який використовує візуальні методи, такі як фотографія, кіно та відео. Існує багато методів проведення візуальної етнографії. За словами Сари Пінк, візуальна етнографія — це дослідницька методологія, яка поєднує «теорію та практику візуальних підходів до вивчення та пізнання світу та передачі цього іншим». Як методологія, візуальна етнографія може керувати дизайном дослідження, а також методами, які потрібно вибрати для збору даних. Візуальна етнографія передбачає узгодження поглядів учасників на реальність і постійне запитання з боку дослідника.

## Історичний розвиток
Починаючи з початку 1900-х років, дослідники визнали важливість візуальних методів, які в основному виникли з антропології. Саме тоді фотографія та відео стали способами запису цільових груп під час польових робіт, які називаються «рятувальною етнографією» або «рятувальною антропологією». «Нанук Півночі» Флаерті (1922), відео та фотографії балійців Маргарет Мід і Грегорі Бейтсона, а також фотографії нуер Еванса-Прічарда є прикладами цієї «рятувальної етнографії» (Pink, 2006, цитується у van den Scott, 2018). Боас, як пояснює Пінк був першим користувачем фотографії, який не довіряв їй і вважав, що поверхневі зображення можуть бути проблемою, яка може змінити історичне розуміння культури. Протягом 1900–1950-х років основна антропологія відкидала візуальні методи, вважаючи їх непридатними для серйозного аналізу. Етнографічна фотографія здебільшого використовувалася для створення контексту, а не як інструмент дослідження. Попри відхід від прикладної антропології у 1970–1980-х роках, етнографічне кіно залишалося популярним. Хоча візуальні методи дослідження ще тривалий час залишалися на маргінесі, вони поступово перетворилися на традицію, що значно зміцнилася після появи рефлексивного підходу, який зробив драматичний поворот у наукових дослідженнях. Візуальні методи сформували міждисциплінарний інтерес протягом кінця 1990-х і початку 2000-х років. Візуальні методи стали визнані в соціальних науках, коли цифрові технології стали доступними, зберігаючи своє коріння в етнографії та антропології. Сара Пінк претендує на «антропологію взаємозв'язку між візуальними та іншими елементами культури, суспільства, практики та досвіду та методологічну практику поєднання візуальних та інших медіа у виробництві та репрезентації антропологічного знання».

## Якісне дослідження
Візуальна етнографія як аспект використання візуальних даних набуває все більшого значення як частина інструментарію якісного дослідження. Якісне дослідження є відгалуженням антропологічної практики етнографії, яка зосереджена на зборі та аналізі різноманітних наративних або текстових форм вираження. Описуючи важливість візуальної етнографії в якісному дослідженні, Бенкс пояснив, що, оскільки зображення присутні в суспільстві, їх ілюстрації слід включати в дослідження суспільства, і що вивчення зображень у накопиченні даних може виявити соціологічне розуміння, яке може бути недоступним. Зображення можуть бути центральною частиною аналізу соціально-культурних поглядів і уявлень, створених дослідниками або учасниками. За словами Ван Маанена використовуючи візуальну етнографію як методологію якісного дослідження, «дослідник вивчає цілу культурну чи соціальну групу в її природному середовищі, уважно досліджуючи звичаї та способи життя, з метою опису та інтерпретації культурних моделей поведінка, цінності та практика».